# 이준혁 (가수)
이준혁 (한국 한자: 李埈赫), (영어: Lee JunHyuk), (2000년 5월 16일 ~ )은 대한민국의 가수이자 대한민국의 오디션프로그램 스타라이트보이즈에서 탄생한 2025년에 데뷔예정인 대한민국의 보이 그룹 폴라릭스 멤버이다. 과거 대한민국의 연예기획사 디에스피 미디어 소속이었으면 과거대한민국 보이 그룹 미래소년의 리더, 메인댄서, 리드래퍼를 맡았었다.

## 학력
| 연도 | 학교             | 학과 | 비고 |
| ---- | ---------------- | ---- | ---- |
|      | 서울오정초등학교 |      | 졸업 |
|      | 서울오남중학교   |      | 졸업 |
|      | 서울우신고등학교 |      | 졸업 |

## 텔레비전 프로그램

### 방송
| 연도   | 기간               | 방송사  | 제목               | 역할   | 장르 | 비고      |
| ------ | ------------------ | ------- | ------------------ | ------ | ---- | --------- |
| 2019년 | 5월 3일 ~ 7월 19일 | 엠넷    | 《프로듀스 X 101》 | 참가자 | 예능 | 출연 탈락 |
| 2019년 | 5월 3일 ~ 7월 19일 | 모비 딕 | 《룰 더 넥스트》   | 출연자 | 예능 | 출연      |